# Фах, Хольгер
Хо́льгер Фах (нем. Holger Fach; род. 6 сентября 1962, Вупперталь, Северный Рейн-Вестфалия) — немецкий футболист и тренер.
В прошлом игрок сборной Германии, леверкузенского «Байера», «Боруссии» из Мёнхенгладбаха, а также тренер «Вольфсбурга», «Аугсбурга» и клуба «Локомотив» (Астана).

## Биография
Наибольших успехов в качестве футболиста добился в «Боруссии» из Мёнхенгладбаха, вместе с игроками которой победил в розыгрыше Кубка Германии сезона 1994/95. Около десятка раз был вызван в сборную, бронзовый призёр Олимпиады 1988 года. Тренерская карьера Хольгера Фаха гораздо менее удачна — из той же «Боруссии», «Вольфсбурга» и даже «Падерборна» Фаха уволили за плохие результаты.
В январе 2010 года заключил двухлетний контракт с казахстанским «Локомотивом».

## Достижения
- Бронзовый призёр Олимпийских игр: 1988
- Обладатель Кубка Германии: 1994/95
- Финалист Кубка Германии: 1991/92
- Обладатель Кубка Казахстана: 2010
- Обладатель Суперкубка Казахстана: 2011